# Thời xa vắng (phim)
Thời xa vắng là bộ phim điện ảnh chính kịch Việt Nam phát hành năm 2004, do Hồ Quang Minh đạo diễn và viết kịch bản, với các diễn viên Nguyễn Thu Huyền, Ngô Thế Quân, Hồ Phương Dung. 
Đạo diễn Việt kiều Hồ Quang Minh đã chọn phần đầu của tiểu thuyết "Thời xa vắng" và một phần truyện ngắn "Bến sông" của nhà văn Lê Lựu để thực hiện kịch bản bộ phim trong 15 năm. Quá trình tham gia các sự kiện điện ảnh trên thế giới, bộ phim có tựa đề chính thức bằng tiếng Anh “A time far past” và tên tiếng Pháp là “Le temps révolu”.

## Nội dung
Bộ phim lấy bối cảnh miền Bắc Việt Nam săn năm 1954 đên thập niên 80, kể câu chuyện về Giang Minh Sài 12 tuổi, theo tư tưởng cổ hủ, Sài đã được bố mẹ cưới cho cô vợ tên là Tuyết, 18 tuổi. Tuy nhiên theo thời gian, Sài yêu Hương nhưng lại không đủ can đảm vượt qua dư luận để đến với cô. Vì thể diện gia đình, nghe lời cấp trên, vì tương lai tươi sáng, Sài đã cố yêu vợ. Nhưng rồi anh cũng không được kết nạp vào Đảng do nhà Tuyết có “nợ máu” với cách mạng. Sài xung phong đi B và sau này thì ly dị Tuyết.

## Phân vai
- Nguyễn Thị Huyền vai Hương
- Ngô Thế Quân vai Giang Minh Sài
- Hồ Phương Dung vai Tuyết
- Trần Hạnh vai Ông đồ (Danh đề: Trần Ngọc Hạnh)
- Nguyễn Văn Minh vai Sài (bé)
- Đặng Thị Tâm vai Bà đồ
- Nguyễn Minh Tâm vai Ông Kiên
- Quách Xuân Cương vai Tình
- Bùi Minh Phương vai Vợ Tình
- Nguyễn Bá Cường vai Bố Tuyết
- Tuyết Liên vai Mẹ Tuyết

## Hậu trường
Phim được khởi quay từ tháng 7 năm 2003.
Nhân vật Sài được giao cho Ngô Thế Quân, họa sĩ trình bày của Nhà xuất bản Thế Giới, ban đầu anh muốn được diễn viên khác lồng tiếng cho mình, nhưng đạo diễn Hồ Quang Minh cảm thấy thích thú với chất giọng của Quân nên đã để nguyên. Trước khi sản xuất Hồ Quang Minh đã có ý định đưa bộ phim tham dự Liên hoan phim Cannes.
Nhân vật Ông đồ do diễn viên Trần Hạnh đóng với mức tiền công là 12 triệu đồng cho hai ngày quay. Dù  nhận thấy những điều vô lý trong khâu dựng cảnh và có ý không muốn tiếp tục, nhưng vì vướng măc các điều khoản trong hợp đồng nên Trần Hạnh vẫn phải đóng theo vai diễn của mình.
Đạo diễn Hồ Quang Minh chia sẻ rằng lúc đầu anh định làm phim tới 180 phút chia làm 3 tập chuyển thể trọn vẹn cuốn tiểu thuyết, bối cảnh phim tập trung chủ yếu vào mối quan hệ tay ba phức tạp giữa Sài, Tuyết và Hương. Tuy nhiên trong quá trình biên soạn kịch bản suốt 16 năm, cảm nhận của ông về cuốn tiểu thuyết có thay đổi nên ông đã quyết định chỉ chuyển thể phần đầu. Từ đó chủ đề phim cũng bị đổi khác so với tiểu thuyết.
Phương Dung là vợ của đạo diễn Hồ Quang Minh, trước khi đóng phim, cô đã về quê và sống cạnh vợ của nhà văn Lê Lựu trong thời gian khá dài. Diễn xuất của cô khiến nhà văn Lê Lựu cảm thấy hài lòng, bản thân Phương Dung đã tự hóa trang cho mình thành một người phụ nữ nông thôn già ở những cảnh cuối phim.
Tiểu thuyết “Thời xa vắng” nhận Giải thưởng của Hội Nhà văn Việt Nam năm 1986, một năm sau, Hồ Quang Minh đã thành công mua tác quyền để chuyển thể thành phim. Sau 16 năm sau chỉnh sửa kịch bản bộ phim “Thời xa vắng” mới được sản xuất.
Ngôi nhà của ông đồ Khang trong phim được dựng tại thôn Thanh Cù, xã Ngọc Thanh, huyện Kim Động, Hưng Yên. Trong tiểu thuyết, bối cảnh này thuộc về huyện Khoái Châu. Một số cảnh trong tiểu thuyết được miêu tả kỹ và trong kịch bản phân cảnh, cũng như lúc quay, các cảnh này đều khá trung thành với nguyên tác, nhưng lúc dựng phim, như đạo diễn Hồ Quang Minh đã phải cắt bớt để hợp với “tông” phim.
Vì đường đê tại Kim Động đã được rải nhựa, đạo diễn và quay phim chính Trần Hùng đã phải đi qua gần 5000km đường đê để tìm một khúc đê phù hợp. Vệc dựng bối cảnh nhà ông Đồ khá công phu: đó là ngôi nhà cổ mà đạo diễn phải đến Thanh Hóa chọn và di rời về khu vườn đã được thuê ở Hưng Yên. Sau đó, hoạ sĩ thiết kế cải tạo lại cảnh quay, bài trí không gian bên trong và bên ngoài ngôi nhà.
So với tiểu thuyết, phim đã sáng tạo một nhân vật hoàn toàn mới là ông Kiên kéo vó bè, được lấy từ truyện ngắn Bến sông. Nhân vật Tuyết trên phim được ưu ái hơn so với tiểu thuyết, cô được đề cập đến nhiều hơn; nhân vật cậu con trai của Sài và Tuyết được chuyển thành con gái. Đồng thời đạo diễn cũng sáng tạo thêm chi tiết cô gái này đi lấy chồng.
Phần âm thanh và âm nhạc trong phim được thực hiện tại Hà Nội, sau đó được đưa sang Pháp làm hậu kỳ với đội ngũ từng tham gia bộ phim Nguyên tố thứ 5.

## Giải thưởng
- Bộ phim được tham gia đề cử cho hạng mục Phim điện ảnh tại Liên hoan phim Việt Nam lần thứ 14, nhưng không được giải dù phát kỷ lục lượt xem tại LHP.[13]

| Năm  | Sự kiện                                        | Giành giải / Đề cử              | Người nhận     | Chú thích                           |
| ---- | ---------------------------------------------- | ------------------------------- | -------------- | ----------------------------------- |
| 2005 | Giải Cánh diều                                 | Cánh diều Bạc cho phim điện ảnh |                | Không có Cánh diều vàng             |
| 2005 | Hội Điện ảnh Việt Nam                          | Quay phim xuất sắc              | Trần Hùng      |                                     |
| 2005 | Liên hoan phim Singapore                       | Nữ diễn viên xuất sắc           | Hồ Phương Dung |                                     |
| 2005 | Liên hoan phim quốc tế Thượng Hải              | Nhạc phim hay nhất              | Đặng Hữu Phúc  | Giải Kim tước                       |
| 2005 | Liên hoan phim quốc tế Thượng Hải              | Đề cử: Phim điện ảnh            |                | Giải Kim tước                       |
| 2005 | Liên hoan phim quốc tế Thượng Hải              | Để cử: Đạo diễn                 |                | Giải Kim tước                       |
| 2005 | Liên hoan phim quốc tế Thượng Hải              | Đề cử: Quay phim                |                | Giải Kim tước                       |
| 2005 | Liên hoan phim quốc tế Thượng Hải              | Đề cử: Kịch bản                 |                | Giải Kim tước                       |
| 2005 | Liên hoan phim quốc tế Thượng Hải              | 01 đề cử: Diễn                  |                | Giải Kim tước                       |
| 2005 | Liên hoan phim điện ảnh Á châu (Vesoul - Pháp) | Giải EMILE GUIMET               |                | Viện Bảo tàng quốc gia Pháp tổ chức |